# أوقست إلير
أوقست إلير (بالإستونية: August Eller)‏ هو لاعب شطرنج إستوني، ولد في 1907 في فيلياندي في إستونيا، وتوفي في 1990 في هابسالو في إستونيا.

## وصلات خارجية
- أوقست إلير على موقع مباريات الشطرنج (الإنجليزية)
- أوقست إلير على موقع 365Chess.com (الإنجليزية)